# 松本電気鉄道ED40形電気機関車
松本電気鉄道ED40形電気機関車（まつもとでんきてつどうED40がたでんききかんしゃ）は、松本電気鉄道（現・アルピコ交通。以下松本電鉄と略。）が1965年（昭和40年）に新製した電気機関車である。
後年岳南鉄道へ譲渡され、現在は岳南電車のED40形 (2代)となっている。

## 製造経緯
1950年代後半以降、増大を続ける首都圏への電力供給を安定的に行う1手段として揚水発電所の建設地を求めていた東京電力は、その建設適地として梓川水系の上流を見いだした。この水系は歴史的経緯から同電力の管轄となる水力発電所が複数設置されてきたが、その上流に奈川渡ダム、水殿ダム、稲核ダムの3つのダムを建設し、それぞれ安曇、水殿、新竜島の3発電所を新設、ダムによって形成される3つの貯水池の間で水をやりとりすることでピーク時の安定的な電力供給を確保する計画が立てられたのである。
この計画は1960年代中盤になって具体的な工事が開始され、3つのアーチ式コンクリートダムとそれらに付属する発電所を建設するため、膨大な資材輸送が必要となった。
この資材輸送完遂にあたっては、道路事情もあって梓川に沿って敷設された松本電鉄上高地線の利用が図られることになったが、この計画が本格的に進められるようになった1964年（昭和39年）時点、松本電鉄で貨物輸送に利用できる電気機関車は1926年（大正15年）製の30 t級機であるED30形ED301が1両あるのみであり、これだけでは十分な輸送力を確保することはできなかった。
そこで松本電鉄は自社線の貨物輸送力を増強すべく、線路・施設の強化に乗り出すと共に、強力な自重40 t級で軸配置Dの新形電気機関車の新造を決定した。
この新しい電気機関車はダム工事資材輸送の開始にあわせて1965年（昭和40年）10月にまず1両がED40形ED402として日本車輌製造で製造され、さらに翌1966年（昭和41年）5月にもう1両がED40形ED403として、やはり日本車輌製造で製造されて就役を開始した。
車両形式の「40」は自重に由来するが、ED401（1号機）を欠番としたのは、車番の下一桁を既存のED301の続番としたことによるものである。
なお、本形式は日本車輌製造が太平洋戦争後に製造した唯一の地方私鉄向け電気機関車である。戦前には大手電機メーカーである東洋電機製造とのコンビで多数の電気機関車を地方私鉄各社へ供給した同社であるが、戦後は東洋工機の出現や貨物輸送需要の低下もあって、本形式製造の前年（1964年〈昭和39年〉）まで旅客車両の製造で取引のあった松本電気鉄道からの依頼に応じて電機品や台車まで一括で設計製作された本形式を唯一の例外として、地方私鉄向け電気機関車の製造は行っていない。

## 車体
車体はED60形をはじめとする国鉄直流新形電気機関車の影響を強く受けた、丸みを帯びたデザインの全溶接構造鋼製箱形車体であるが、側面には乗務員扉は設けられておらず、車体両端にデッキを備え乗務員室への出入りは妻面中央に設けられた乗務員室扉より行う、旧形電機と同様のレイアウトを採用する。
前後の乗務員室部分は、大小2枚の平面ガラスを組み合わせたパノラミックウィンドウ類似の前面窓を設置し、両側面に引違い式の窓を設けている。
降雪地帯で使用されるため、前面窓にはデフロスターが、床下にはスノープラウが、それぞれ設置されている。
一方車体中央の機器室は側面に明かり取り用の大形窓を等間隔に3箇所設置し、その間に1箇所ずつ計2箇所のルーバーによる通風口を設置する。
前照灯は乗務員室扉直上に砲弾形の灯具ケースを屋根に半埋め込み式で設置して、これに白熱電球を1灯設置する。標識灯は妻面左右の腰板部に1灯ずつ振り分けて設置している。
塗装は茶色（ぶどう色1号）1色であるが、これも当時の国鉄機に準じて妻窓から乗務員室側窓にかけての部分の窓下にステンレスの飾り帯を巻き、これを区切る形で妻面の運転台側前面窓直下に形式番号を表示している。

## 主要機器
上高地線は架線電圧が直流750 Vであるが、一般的な直流1,500 V電化区間でも使用できるよう、電装品は複電圧仕様として設計されている。
なお、本形式は車体のみならず電装品や台車といった主要機器まで全て、日本車輌製造の社内で一括して設計製作されていたことが特筆される。
制御装置は電空単位スイッチ式の間接非自動制御器である日本車輌製造NC-620で、重量貨物列車牽引を考慮して重連総括制御に対応する。
主電動機は日本車輌製造NE-128（端子電圧750 V時の定格出力128 kW）を1両当たり4基、吊りかけ式で搭載する。歯車比は4.56 (73:16) である。
これにより定格速度は31.0 km/h、定格引張力は5,900 kgfとなり、既存のED301と比較して倍近い引張力を実現している。
台車はプレス材全溶接組み立て構造の軸バネ式台車である日本車輌製造NL-12で、動輪径は910 mmである。
制動装置は当時の電気機関車用として一般的な自動空気ブレーキのEL14ASで、重連総括制御を行うため端梁部に釣り合い管と元空気溜管の引き通しを行い、重連総括制御に必要となる各ブレーキホースの装着も当初より行っている。
集電装置は一般的な菱枠形パンタグラフを2基搭載する。

## 運用
新造後ただちに、渚と赤松の間で運転されるダム工事資材輸送用貨物列車の牽引機として充当された。
この資材輸送は1967年（昭和42年）にピークを迎え、この年の上高地線では史上最大となる年間25万トンの貨物輸送実績を記録している。
もっとも、この資材輸送は1968年（昭和43年）以降急減し、ダム建設が完了した1969年（昭和44年）には本形式はその本来の用途を失った。
このため架線電圧昇圧工事の実施後、より強力な電気機関車を探していた岳南鉄道（現・岳南電車）が1971年（昭和46年）に2両とも譲り受け、翌1972年（昭和47年）1月26日付で竣功、松本電鉄在籍当時の原形式・原番号のまま導入された。
ED40形という形式は、岳南鉄道では2代目である。
当時の松本電鉄上高地線は前述の通り直流750 Vで電化されており、直流1,500 Vの岳南鉄道岳南線とは規格が異なったが、本形式は複電圧回路を備えていたことから入線に際してはこれを切り替えるだけで済み、主要機器の改造はほとんど行なわれなかった。
ただし、岳南鉄道では重連運転は行わず、専ら単機で運用されることから重連用各種装備は不要となった。このため、総括制御用電気連結器は残されたが、つり合い管および元空気溜管とそのコックは入線後撤去されている。また、同様に前面窓のデフロスターとスノープラウも撤去されている。
岳南鉄道譲渡後の本形式は、同社線の貨物営業廃止まで貨物列車の主力機として運用された。車体塗装は落成当初から岳南鉄道譲渡後に至るまでぶどう色1号一色の塗装であったが、ED403は後に日本大昭和板紙のコーポレートカラーに改められた。クリームと赤（後にクリームと茶色）のツートンカラーで、日本製紙グループの社章をあしらい、異彩を放っていた。
2012年（平成24年）3月16日をもって岳南鉄道の貨物輸送が終了したため用途を喪失して休車となり、貨物輸送廃止直前に電動発電機が故障したED403は2015年（平成27年）3月31日付で廃車となった。
運用離脱後は2両とも岳南富士岡駅構内に留置され、ED403に関しては購入者が輸送費用を負担することを条件として買い手を募集していた時期もあったが売却には至らず、最終的には2両とも自社内で保存される方針となった。
その後は保存へ向けた車両整備を施工し、ED403はクリームと赤のツートンカラーに復元された。2021年（令和3年）8月21日に開業した岳南富士岡駅構内の「がくてつ機関車ひろば」にてED402,ED403が並んで展示されている。

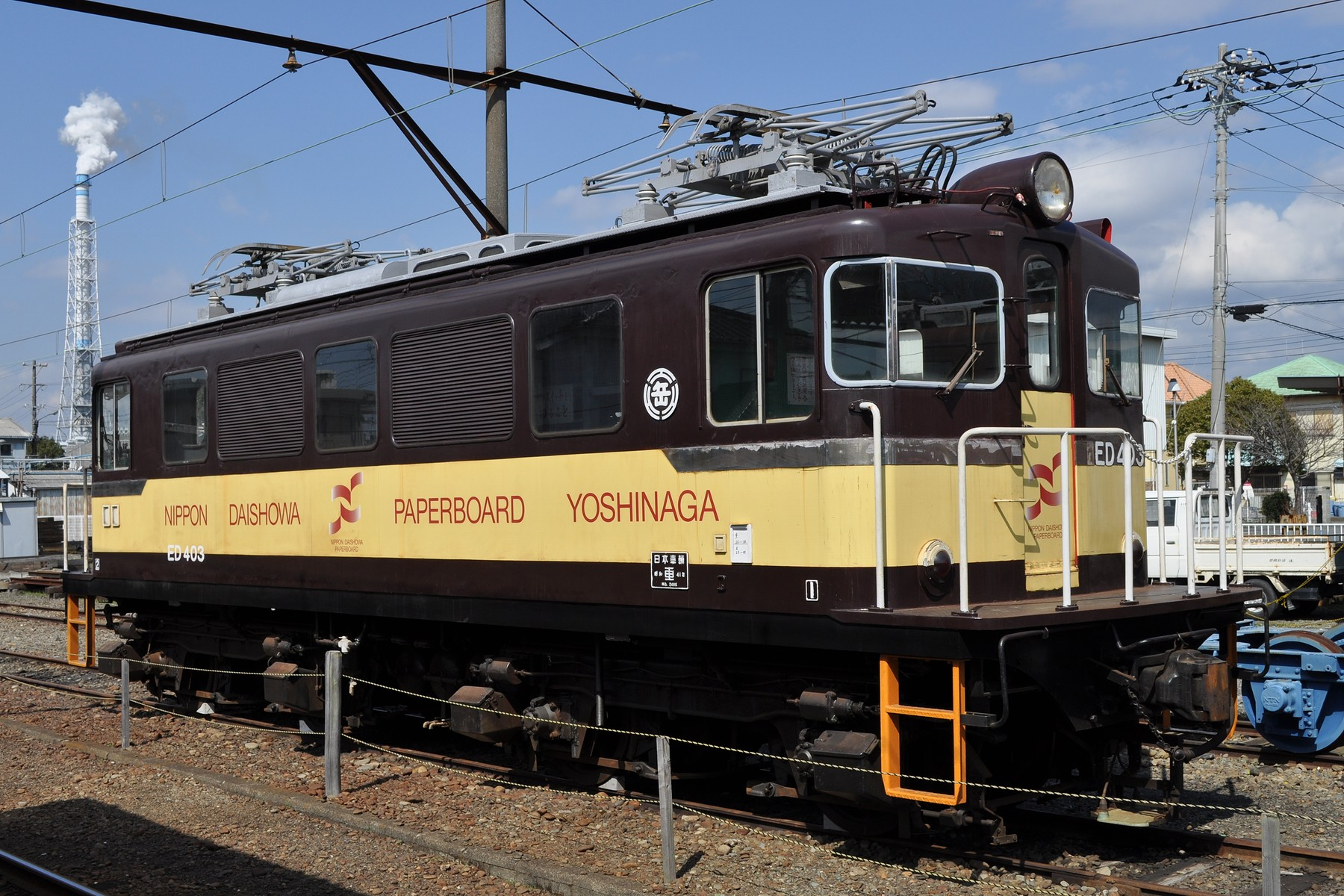
茶色地にクリーム帯へ変更された後のED403 （岳南富士岡 2012年3月）
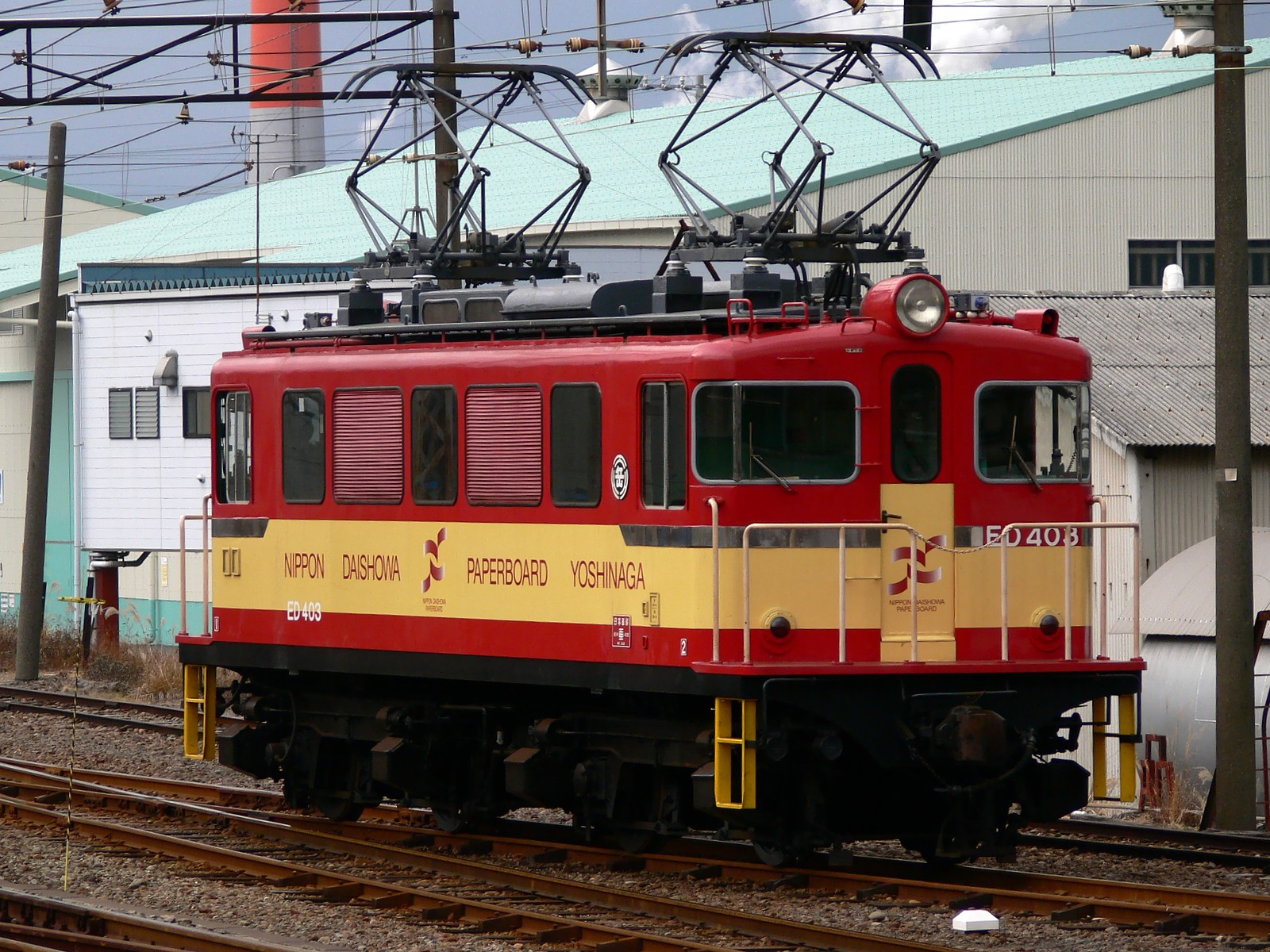
赤色塗装の頃のED403（吉原 2006年1月）
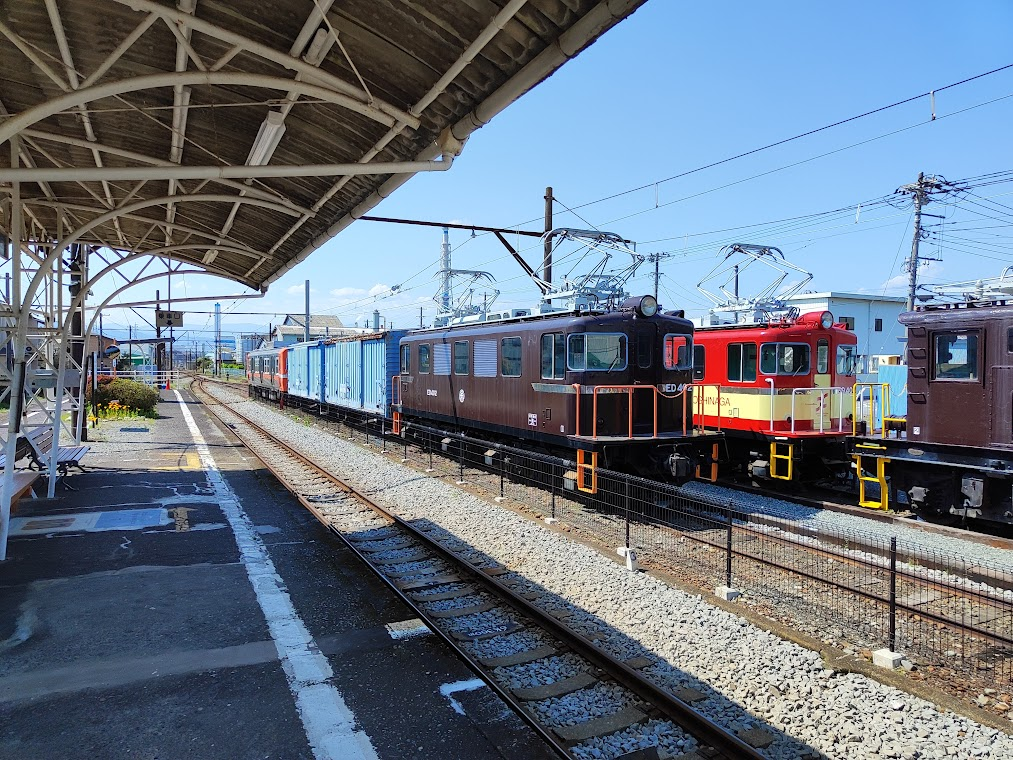
がくてつ機関車ひろばでの展示状況 （岳南富士岡 2023年4月）